# Kovács Béla (költő)
Kovács Béla (Nagyszalonta, 1886. augusztus 2. – Nagyszalonta, 1950. január 5.) pedagógus, költő és irodalomtörténész.

## Életútja
A székelyudvarhelyi Református Kollégiumban érettségizett (1904), a kolozsvári Ferenc József Tudományegyetemen latin-magyar szakos tanári diplomát szerzett (1908). Középiskolai tanár Sepsiszentgyörgyön, Fogarason, majd 1914-től Nagyszalontán, ahol részt vett szülővárosa irodalmi életében. Városa egyik bohém figurájának, Csethe Mihály kereskedőnek pajzánságait humoros hőskölteménybe, vígeposzba foglalta, s a Toldi versformáját követő 12 ének egy részét Miskiádok három éneke (Nagyszalonta, 1921) cím alatt nyomtatásban is kiadta. A Kibédi Sándor szerkesztésében megjelent Szemle című helyi lap tulajdonosa (1927–31). Irodalomtörténeti írásait itt s a Szalontai Lapok hasábjain tette közzé.